# Neoromicia rendalli
Neoromicia rendalli är en fladdermusart som först beskrevs av Thomas 1889.  Neoromicia rendalli ingår i släktet Neoromicia och familjen läderlappar. Inga underarter finns listade i Catalogue of Life. Wilson & Reeder (2005) skiljer mellan två underarter.
Arten förekommer i Afrika söder om Sahara från Senegal i väst till Sudan och Kenya i öst samt söderut till norra Botswana. Habitatet utgörs av torra och fuktiga savanner, buskskogar och andra öppna landskap med glest fördelade träd. Individerna vilar i trädens håligheter, i den täta växtligheten eller i sprickor i murar.
Kännetecknande för arten är den ljusgråa till vita flygmembranen som är lite genomskinlig. Arten blir med svans upp till 90 mm lång och den väger 6 till 7,5 g. Pälsen på ryggen bildas av hår som är mörkbruna vid roten och rödaktiga vid spetsen. Det ger pälsen på ovansidan en ljusbrun färg. På undersidan är pälsen ljusgrå till vit och den är ljusast nära bakbenen.
Neoromicia rendalli jagar flygande insekter vanligen 2 meter över marken.
Denna fladdermus saknar en hudflik (bladet) på näsan och den har 29 till 37 mm långa underarmar. I artens tanduppsättning förekommer fyra övre kindtänder och fem nedre kindtänder. Neoromicia rendalli har två övre framtänder i varje käkhalva. Delar av svansen eller hela svansen är gömda i den del av flygmembranen som ligger mellan bakbenen.